# Nemesia Valle
Giulia Valle, S.D.C., řeholním jménem Nemesia (26. června 1847, Aosta – 18. prosince 1916, Borgaro Torinese) byla italská římskokatolická řeholnice, členka kongregace Milosrdných sester svaté Jeanne-Antide Thouret. Katolická církev ji uctívá jako blahoslavenou.

## Život
Narodila se dne 26. června 1847 v Aostaě rodičům Anselmovi Vallemu a Cristině Dalbar. Pokřtěna byla ještě v den svého narození v místním kostele Saint Orso. Během dětství pracovala v obchodě svých rodičů.
Její matka zemřela, když jí byly čtyři roky, v roce 1851, načež žila v Aostě s příbuznými otce. Roku 1858 byla poslána do Francie, kde studovala v Besançonu u Milosrdných sester svaté Jeanne-Antide Thouret, kde se naučila ovládat francouzský jazyk a hru na klavír. Studovala také texty sv. Vincenta de Paul a sv. Františka Saleského. Roku 1863 se vrátila ke svému otci. Její otec se později znovu oženil a přestěhoval se do Pont-Saint-Martin, kde nebyla příliš vítána kvůli problémům s otcovou novou manželkou, pročež se vrátila ke svým příbuzným.
Cítila povolání k řeholnímu životu a dne 8. září 1866 zahájila v klášteře Santa Margherita ve Vercelli svůj noviciát u kongregace Milosrdných sester svaté Jeanne-Antide Thouret, u které dříve studovala. Dne 29. září 1867 složila učitelskou kvalifikaci a později získala magisterský titul. Dne 15. října 1873 složila své doživotní řeholní sliby. Přijala řeholní jméno Nemesia. Roku 1866 byla poslána do Tortona, kde učila všeobecná studia a francouzský jazyk Pracovala také v místním sirotčinci a v roce 1887 byla jmenována představenou řeholního domu.
Pomáhala mimo jiné sv. Luigimu Orionemu, nebo bl. Terese Grillo Michel. Později byla ustanovena novicmistrní v Borgaro Torinese. Během epidemie cholery v roce 1890 otevřela ústav pro péči o nemocné.
Na podzim roku 1916 se její zdraví zhoršilo a 11. prosince téhož roku onemocněla těžkým zápalem plic. Zemřela o týden později dne 18. prosince 1916 ve 21:10 v Borgaro Torinese. Pohřbena byla v kostele, patřící její kongregaci, v Borgario Torinese.

## Úcta
Její beatifikační proces započal dne 31. července 1981, čímž obdržela titul služebnice Boží. Dne 5. července 2002 ji papež sv. Jan Pavel II. podepsáním dekretu o jejích hrdinských ctnostech prohlásil za ctihodnou. Dne 20. prosince 2003 byl uznán zázrak na její přímluvu, potřebný pro její blahořečení.
Blahořečena pak byla dne 25. dubna 2004 na Svatopetrském náměstí papežem sv. Janem Pavlem II.
Její památka je připomínána 18. prosince. Bývá zobrazována v řeholním oděvu.